# Аксёнов, Игорь Владимирович
И́горь Влади́мирович Аксёнов (11 августа 1977, Калинин, СССР) — российский футболист, защитник, полузащитник.

## Карьера

### Клубная
Воспитанник клуба «Волга» Тверь, в котором начал профессиональную карьеру в 1994 году и выступал до 1995 года, проведя за это время 48 матчей и забив 5 мячей в лиге и ещё сыграв 6 матчей в Кубке России.
В 1996 году перешёл в тульский «Арсенал», в котором выступал до 1998 года, сыграл 82 матча в лиге, в которых забил 7 голов, сыграл в 6 матчах Кубка. В 1999 году пополнил ряды ЦСКА, сыграл в том сезоне 16 матчей за главную команду, вместе с которой стал бронзовым призёром чемпионата России, провёл один матч во втором квалификационном раунде Лиги чемпионов, один матч в Кубке и 6 матчей за фарм-клуб — ЦСКА-2, выступавший во втором дивизионе.
В 2000 году на правах аренды выступал за нижегородский «Локомотив», в составе которого провёл 10 матчей в лиге и один матч в Кубке, в котором забил 1 гол, после чего, в 2001 году, вернулся в ЦСКА, в котором в том сезоне сыграл только 8 матчей и забил 3 мяча за дублирующий состав. В 2002 году перешёл в махачкалинский «Анжи», в составе которого провёл 14 матчей и забил 1 мяч за основной состав, сыграл один матч в Кубке и провёл 4 матча за дубль. На сезон 2003 года был отдан в аренду в смоленский «Кристалл», за который был заявлен 26 марта, отыграл 20 матчей, забил 1 мяч, после чего 5 июля, был отзаявлен.
В том же месяце перешёл в «Кубань», в состав которой был дозаявлен 25 июля. Сыграл за «Кубань» 11 матчей в лиге и 3 матча в Кубке, и стал вместе с командой серебряным призёром первенства, что давало право играть на будущий год в высшем дивизионе. В 2004 году провёл за «Кубань» 22 матча в премьер-лиге, 2 матча в Кубке и ещё 2 матча за дублирующий состав. В начале 2005 года отправился в Дубай на сбор с «Анжи», однако, в итоге перешёл в харьковский «Металлист».
В 2006 году вернулся в Россию, в клуб «Нара‑Десна», в состав которого был заявлен 18 апреля, провёл за клуб 13 матчей в лиге и 3 матча в Кубке, после чего 4 июля был отзаявлен. В том же месяце оказался в Казахстане, в клубе «Актобе», в составе которого и доиграл сезон, проведя 13 матчей и став серебряным призёром чемпионата Казахстана 2006 года. В составе «Актобе» участвовал в первом квалификационном раунде Лиги чемпионов. Летом 2007 года перешёл в другой казахстанский клуб «Астана», где и доиграл сезон, проведя 21 матч. В составе «Астаны» тоже играл в квалификационных раундах Лиги чемпионов.
В 2008 году снова вернулся в Россию, в родную тверскую «Волгу», в которой отыграл весь сезон, проведя за команду 31 матч в лиге и 3 матча в Кубке, был капитаном команды. В 2009 году перешёл в клуб «Дмитров». 26 марта на сборе в Кисловодске общим голосованием игроков «Дмитрова» был избран капитаном команды. Дебютировал 18 апреля в выездном матче против клуба «Торпедо-ЗИЛ» (1:0), на 70-й минуте игры забил за команду и свой первый гол. Всего в том году сыграл 31 матч и забил 2 гола в первенстве, и ещё 1 встречу провёл в Кубке России.
В начале 2010 года снова вернулся в тверскую «Волгу», в состав которой был официально заявлен 1 апреля. С 2021 года — тренер по физподготовке  команды ЦСКА (Москва).

### В сборной
В 1998—1999 годах выступал в составе олимпийской сборной России, за которую провёл 6 матчей, дебютировал 10 октября 1998 года, а последний матч сыграл 17 ноября 1999 года.

## Достижения

### Командные
Серебряный призёр чемпионата Казахстана: (1)
- 2006 («Актобе»)

Бронзовый призёр чемпионата России: (1)
- 1999 (ЦСКА)

2-е место в первом дивизионе России (выход в премьер-лигу): (1)
- 2003 («Кубань»)

## Личная жизнь
Сын игрока и тренера тверской «Волги», мастера спорта СССР Владимира Аксёнова.
9 декабря 2016 года стало известно о гибели 20-летней дочери Аксёнова — Алёны.